# Histoire de la pensée économique des arts et de la culture
Vous lisez un « bon article » labellisé en 2009.

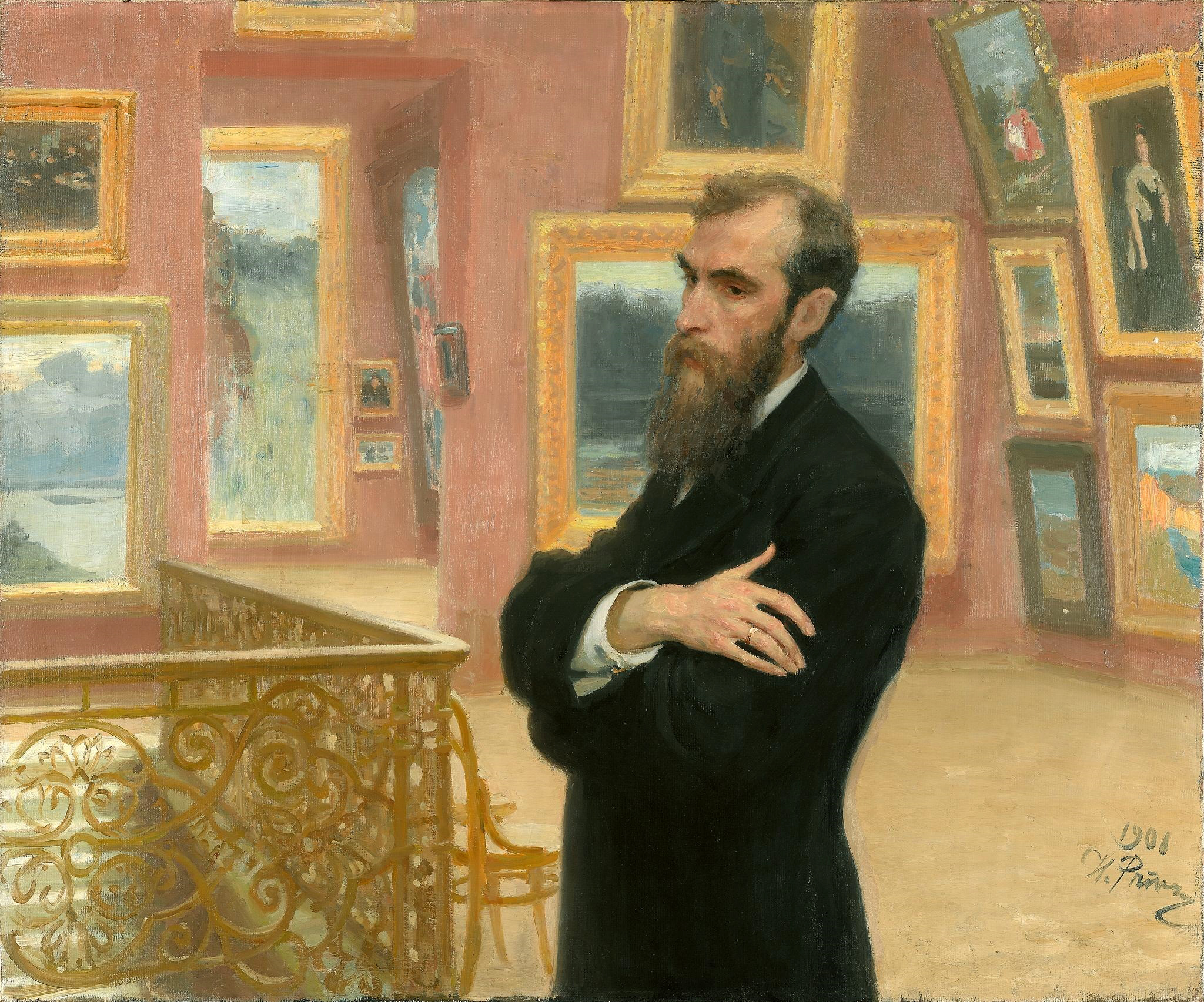
Ilia Répine, portrait de Pavel Tretiakov, 1901.

L'économie de la culture contemporaine prend le plus souvent comme point de départ l'ouvrage fondateur de Baumol et Bowen sur le spectacle vivant, selon lequel la réflexion sur l'art entre dans l'histoire de la pensée économique dès la naissance de l'économie moderne, soit au XVIIe siècle.
Jusqu'à cette époque, les arts avaient une image ambivalente. Ils faisaient en effet l'objet d'une condamnation morale en tant qu'activité dispendieuse offrant peu de bénéfice à la société et liée aux péchés d'orgueil et de paresse. Si on leur trouvait quelque mérite, c'était dans leur valeur éducative, ou dans leur capacité à éviter aux riches de gaspiller leurs ressources dans des activités encore plus néfastes.
Au XVIIIe siècle, Hume et Turgot contribuent à donner une image plus positive des activités culturelles, les présentant comme d'utiles incitations à l'enrichissement, et donc à la croissance économique. De son côté, Adam Smith relève les particularités de l'offre et de la demande de biens culturels qui formeront une partie du socle du programme de recherche de l'économie de la culture.
L'économie du XIXe siècle recherche l'expression de lois générales à l'image des sciences exactes. De ce fait, ni les auteurs de l'économie politique classique, ni les marginalistes ne firent une grande place aux spécificités de l'économie de la culture dans leurs programmes de recherches, même si individuellement, plusieurs d'entre eux (Alfred Marshall, William Stanley Jevons) étaient sensibles aux interrogations sur la place des arts dans une économie industrialisée. La réflexion sur le rôle économique des arts et sur les conditions économiques de sa production émanèrent ainsi d'intellectuels intégrant des dimensions économiques dans un programme essentiellement politique ou esthétique (Matthew Arnold, John Ruskin ou William Morris).
À partir du milieu du XXe siècle, des figures importantes commencèrent à s'intéresser à ces questions, comme Galbraith, qui échoua toutefois à susciter un intérêt à la fois chez les artistes et chez ses confrères économistes. De même, si Keynes eut une influence décisive dans les actions du Bloomsbury Group qui conduisirent le Royaume-Uni à se doter d'une structure institutionnelle de soutien aux arts (le British Arts Council), il ne consacra directement aucun travail de recherche personnel à ce sujet.
C'est au cours des années 1960 que l'économie de la culture se constitue en champ disciplinaire proche, sous l'impulsion de l'ouvrage de Baumol et Bowen ainsi que de travaux émanant de l'analyse des biens addictifs (Gary Becker), de la théorie des choix publics. Conçue au départ comme un carrefour de plusieurs disciplines, l'économie de la culture dispose d'une revue spécialisée à partir de 1977, et atteint une pleine reconnaissance académique en 1993 à l'occasion de la publication d'une revue de littérature dans le Journal of Economic Literature et de deux manuels de référence.

## Avant leXVIIIesiècle

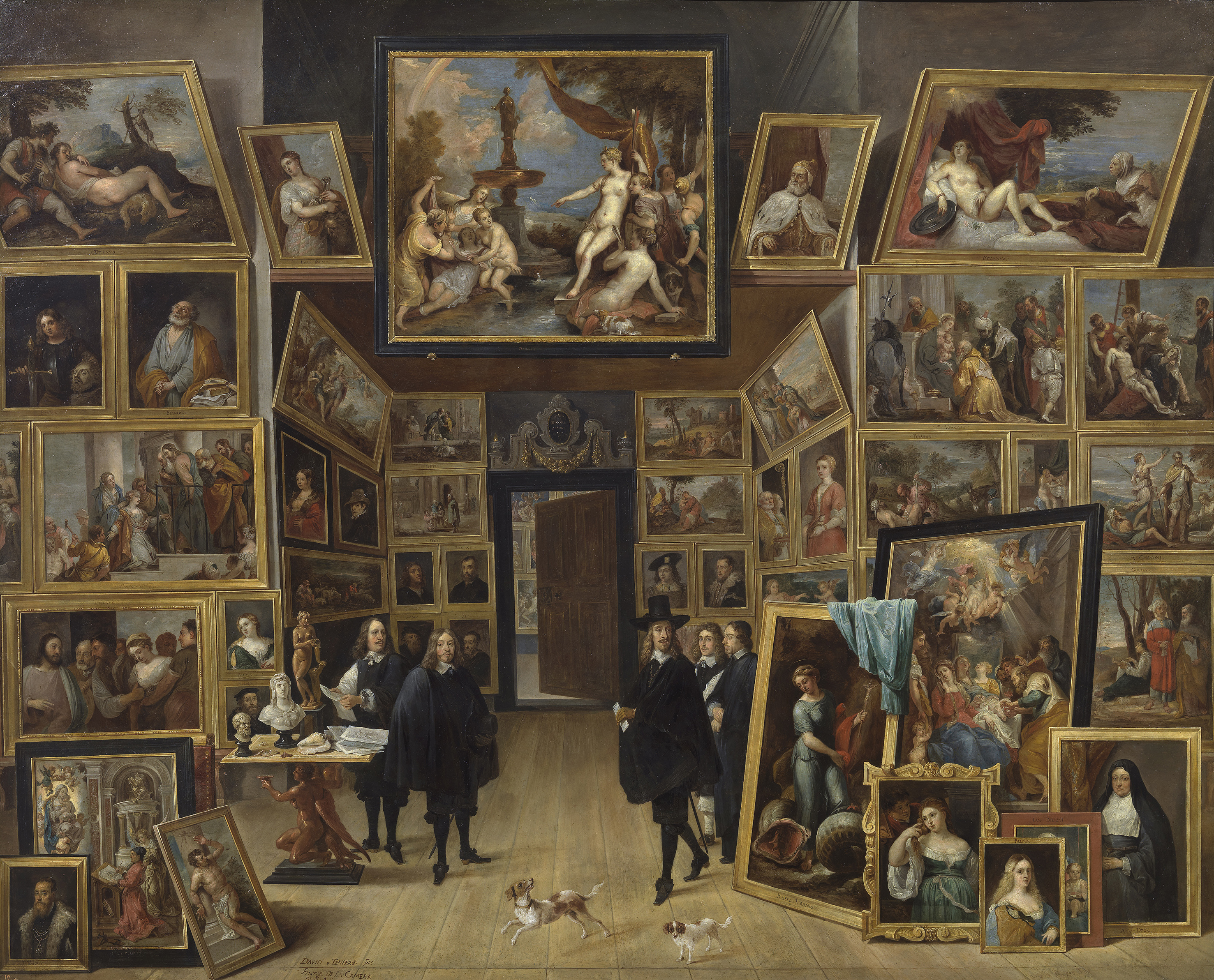
David Teniers le Jeune, L’Archiduc Léopold-Guillaume dans sa galerie de peinture, deuxième tiers du XVII. Conformément à l'usage de l'époque, les tableaux sont exposés cadre contre cadre, remplissant tout l'espace du sol au plafond.

L'économie d'avant le XVIIIe siècle était essentiellement une économie de subsistance, en outre très soumise aux aléas géopolitiques, ce qui faisait porter l'attention sur les moyens d'allouer des ressources aux activités productrices de nourriture ou à même de renforcer les moyens de défense. De ce fait, les activités culturelles, détournant de la production, de la défense ou de la religion, étaient généralement vues avec suspicion, sauf par les mercantilistes, qui y voyaient un moyen d'améliorer le solde commercial. Conçues comme profondément liées aux passions, les activités culturelles étaient perçues comme l'expression de vices (jalousie, envie, orgueil ou luxure) et donc à combattre. Ainsi quand Jean Bodin en 1576 range les citadins par ordre de mérite social, il place les artistes sur le dernier rang. Même un Bernard Mandeville, pour qui l'organisation des passions égoïstes constitue le moteur de la croissance économique, ne conseille de s'adonner aux arts que comme moyen de s'éviter d'autres extravagances plus coûteuses.
Toutefois, l'un comme l'autre de ces auteurs s'intéressa au problème posé par la détermination du prix des œuvres d'art. Pour Bodin, la valeur des objets d'art ou de luxe était essentiellement déterminée par la demande, elle-même liée à des effets de mode. Anticipant Veblen, il met en évidence la dimension de consommation ostentatoire de la demande artistique de son époque : il s'agit d'afficher sa richesse.
Mandeville, de son côté, remarque de même que la réputation d'un artiste et la position sociale de ses acheteurs influent très largement sur la valeur accordée à sa production. À ces déterminants, il ajoute la rareté, mais aussi la conformité de l'œuvre à son modèle. Il rejoint en cela Jean Bodin et Ferdinando Galiani dans l'idée que la valeur fondamentale de l'art réside dans sa capacité à mettre en lumière et à exalter la vraie nature de son modèle, ainsi que dans celle d'éduquer les spectateurs à la vertu par sa puissance de représentation des sentiments élevés.

## LeXVIIIesiècle: imitation et imagination

### Hume et Turgot: vers une réhabilitation des arts
Dans le cadre des Lumières, David Hume rompit nettement l'association entre art, luxe et vices. Remarquant qu'historiquement, les périodes de plus grande vitalité artistique étaient aussi des périodes d'essor économique, des libertés politiques et de vertu, il avança l'idée que le luxe fournissait une puissante incitation à une activité économique qui bénéficiait à tous. En effet, argumente Hume, le « luxe innocent » aiguise les capacités de l'esprit et fournit une incitation à travailler pour pouvoir l'acquérir, évitant ainsi l'oisiveté. De plus, ajoute-t-il, la consommation de biens de luxe produit des externalités positives pour l'ensemble de la société. En termes économiques, elle entretient en effet une activité qui, en cas de nécessité, peut être reconvertie rapidement selon les exigences de l'heure. En termes politiques, il rejoint ses prédécesseurs dans l'idée que l'art entretient les vertus civiques.

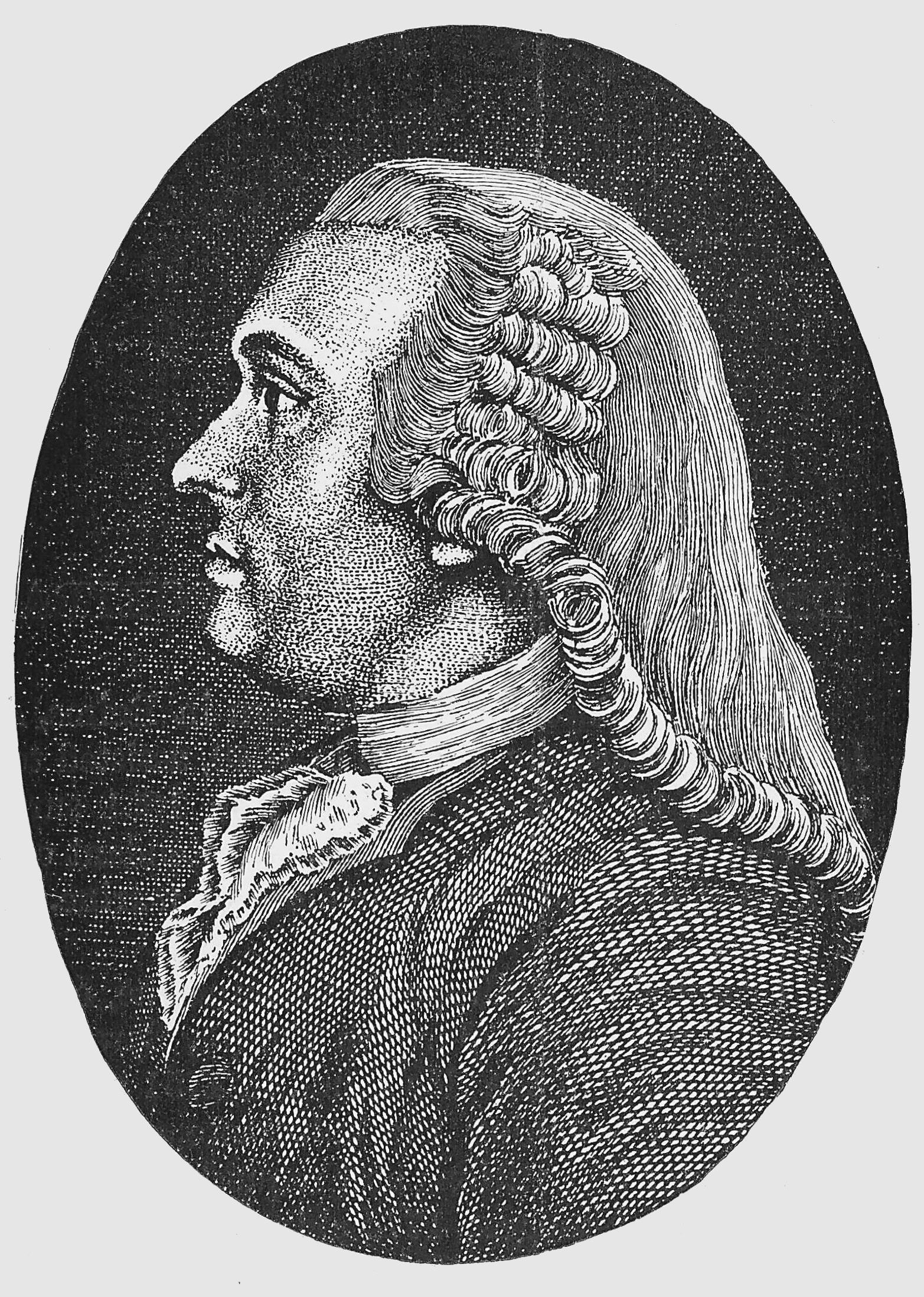
Turgot

Dans le même ordre d'idées, Turgot lie les inégalités de développement entre nations aux différences de traitement des arts et des sciences, anticipant ainsi la notion de capital humain. Or, remarque-t-il en prenant l'exemple de la Grèce antique, le développement des arts a précédé celui des sciences. Il établit pour ce faire un lien entre les manifestations spontanées de joie et la danse, conduisant elle-même à la musique, dont les régularités invitent au développement des mathématiques, et entre la poésie et l'enrichissement du langage, duquel procède la philosophie.
Comme Hume, Turgot insiste sur la nécessité, en art comme dans le reste de l'économie, d'une concurrence entre artistes sous la forme d'un marché important, ce qui signifie une large demande pour des objets d'art de second ordre, d'où peuvent émerger les chefs-d'œuvre et les grands artistes. Il appuie cette idée sur la différence entre les situations de l'Italie, de la France et des Flandres et celle de l'Angleterre, la Réforme ayant selon lui paralysé le marché de l'art anglais, appuyé sur la demande ecclésiastique, sans qu'une riche bourgeoisie marchande puisse, comme dans les Flandres, prendre le relais.
Il donne également un rôle central au mécénat comme moteur du progrès artistique, citant Laurent de Médicis, Léon X et François Ier comme modèles de mécènes intéressés par l'art lui-même, et non par une dimension de consommation ostentatoire. Sur ce dernier point, Turgot remarque que lorsque domine une logique de consommation ostentatoire, les effets de mode et de virtuosité technique prennent le pas sur la véritable créativité artistique.

### Adam Smith
Adam Smith expose l'essentiel de ses réflexions sur le problème de la culture dans sa Théorie des sentiments moraux (1759). Sa principale question était d'expliquer les raisons de la demande pour les œuvres d'art. Il estime que les motifs essentiels sont la coutume et les effets de mode, motifs auxquels il ajoute la pure émulation dans Recherches sur la nature et les causes de la richesse des nations. La présentation qu'il y fait de la manière dont les personnes riches utilisent les œuvres d'art pour étaler leur fortune pourrait avoir influencé Veblen dans sa formulation de la consommation ostentatoire. Du côté de l'offre, il constate que les plus grands artistes, quoique novateurs, sont toujours insatisfaits de leur propre travail au regard de ce qu'ils voudraient produire. Il met cependant en balance cette insatisfaction avec les risques d'une opinion de soi-même excessive liée à la popularité qu'atteignent certains d'entre eux. Toujours du point de vue de l'offre, Smith cite les artistes comme exemple des professions requérant des qualifications coûteuses à acquérir, et donc dont les rémunérations correspondent à ce coût. Cet effet, note-t-il, est moindre pour ceux (philosophes, poètes) auxquels leur œuvre permet d'atteindre une situation sociale respectée, et plus fort pour ceux (acteurs, chanteurs d'opéra) dont la rareté des talents s'accompagne d'une condamnation sociale de leur type de carrière. Il les range toutefois tous dans la catégorie des travailleurs « improductifs » (qui ne conduisent pas à l'accumulation de capital et à la croissance économique), montrant par là ce que sa pensée doit encore au mercantilisme dans l'absence de compréhension du rôle des services et de la contribution du capital humain à la croissance.

## L'âge de l'économie classique
L'économie politique du XIXe siècle a pratiquement ignoré le thème des arts et de la culture. L'enjeu à l'époque était de faire reconnaître l'économie comme une science, et donc d'exprimer des lois générales souffrant le moins possible d'exceptions. Les questionnements des Lumières sur le caractère unique et exceptionnel des arts étaient donc peu à propos dans ce programme de recherche qui conduisit à l'Homo œconomicus.
Une telle crainte se lit clairement dans The Rationale of Reward de Jeremy Bentham. Prônant le respect de l'efficacité allocative de la structure de marché mise en évidence par Smith, Bentham y recommande d'intervenir le moins possible dans les résultats de cette allocation, même dans les cas où Smith lui-même recommandait une intervention. Bentham considérait avec beaucoup de méfiance les groupes réclamant une aide publique, et voyait dans les artistes un groupe particulièrement visible et efficace dans sa manière de réclamer un traitement de faveur. Il remarqua également la régressivité des dépenses publiques dans le domaine de l'art.
La poésie fut ainsi une des principales cibles de Bentham, qui lui préfère la science et ne lui trouve guère d'utilité sociale. Il exprime à plusieurs reprises son étonnement et son incompréhension devant la fascination des hommes pour les arts, qui selon lui n'ont de valeur qu'à la mesure du plaisir qu'ils donnent, et ne comprend pas pourquoi les arts, fondées sur la fiction et la déformation de la nature, peuvent produire plus de plaisir que le simple jeu ou la poursuite de la connaissance scientifique. Tout au plus trouve-t-il aux arts le mérite d'éviter l'ennui et la paresse, et de fournir aux puissants une autre occupation que la guerre.
Selon lui, la qualité d'une œuvre d'art était purement une affaire de goûts individuels, et la seule chose à faire était de ne pas s'en mêler, laissant chacun profiter de ce qui lui plaît. Il ne voyait ainsi aucune utilité à l'existence des critiques, ni à l'éducation des populations aux arts.
Ces opinions de Bentham, l'accent mis sur les seuls secteurs désignés comme « productifs » par Smith et les préjugés hérités des siècles précédents expliquent largement le désintérêt de l'époque pour l'analyse économique des arts et de la culture. Certains auteurs mirent toutefois en évidence les faiblesses de la distinction entre travail productif et travail non productif. Ainsi James Maitland, sur la lancée de sa critique des physiocrates, remarque que si Smith avait raison, la concurrence entre artistes devrait réduire leur rémunération au niveau du salaire de subsistance, ce qui n'était manifestement pas le cas pour les artistes à succès. Mettant en avant l'existence de fortes barrières à l'entrée (la formation technique et le talent), il explique comment les artistes les plus talentueux constituent une ressource rare, ce qui explique l'étendue des rentes qu'ils reçoivent. Pour les mêmes raisons de rareté, il réfute l'idée de Smith selon laquelle le travail artistique est improductif, les paiements eux-mêmes étant le signe qu'une richesse d'un certain type est créée.
Le classement des arts comme « improductifs » se retrouve toutefois sous la plume de John Stuart Mill. Il est en effet logique qu'une pensée économique dont la théorie de la valeur est fondée sur les seuls coûts de production échoue à saisir le fonctionnement des marchés artistiques, où la valeur ne réside pas dans le travail employé pour la production des œuvres, mais dans les œuvres elles-mêmes. Le même Mill, toutefois, s'inquiétait que les rémunérations les plus courantes ne permettaient pas à la plupart des auteurs, fussent-ils de talent, de vivre de leur plume, tandis que quelques-uns recevaient des sommes très importantes. Ainsi s'interrogeait-il sur les possibilités d'assurer une distribution plus égalitaire des revenus artistiques, à commencer par l'éducation de masse aux arts. Cette dernière avait selon lui le double mérite de contribuer à l'amélioration morale de la population et de mettre en face des artistes une demande solvable plus importante.

## Les critiques humanistes

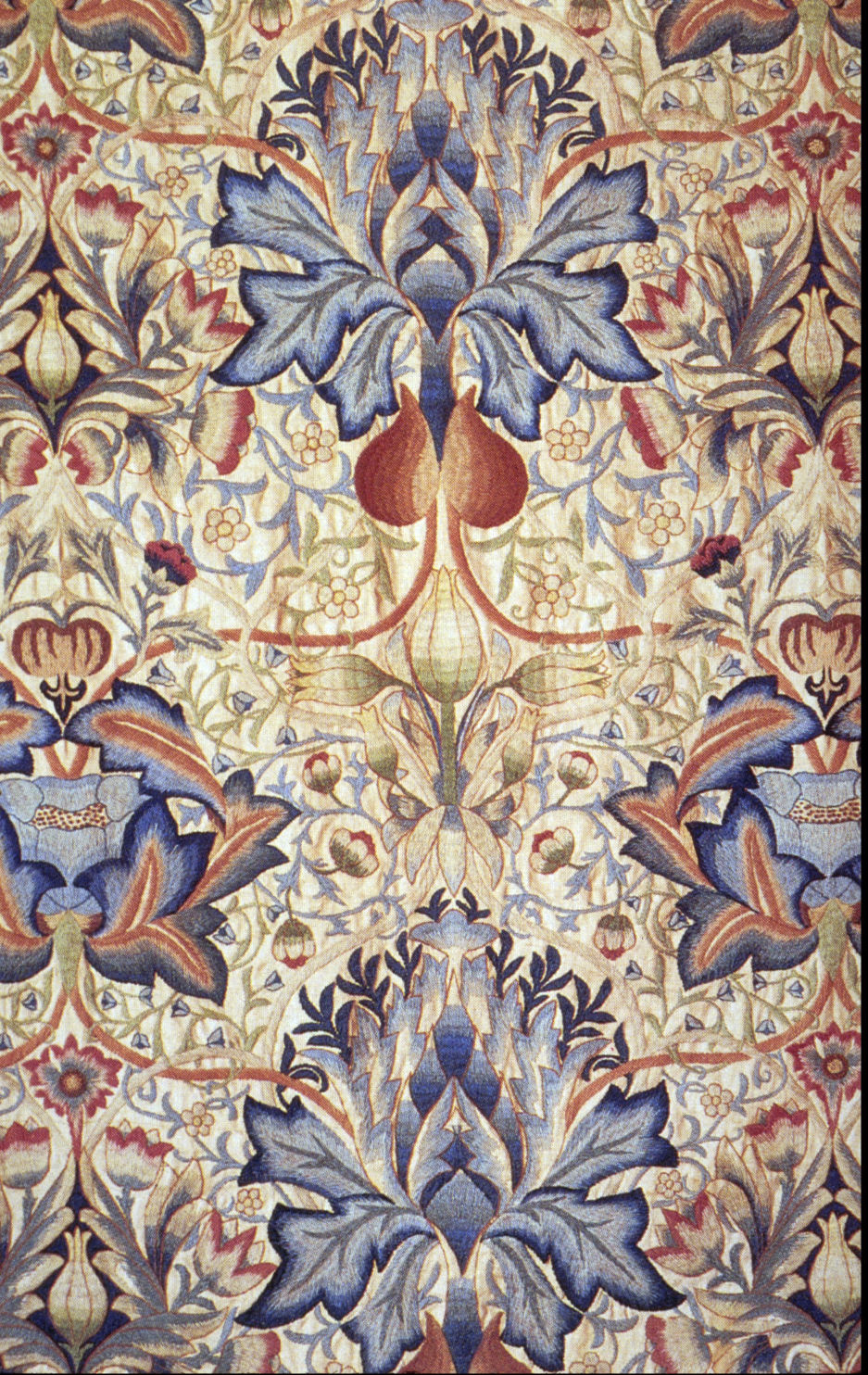
Dans le cadre du mouvement Arts & Crafts, William Morris défendait une omniprésence de la création artistique dans la vie quotidienne au moyen de l'artisanat d'art.

L'économie politique abandonnant la réflexion sur la place de la culture dans l'économie et la société, le sujet fut repris par un ensemble de penseurs humanistes, poètes, essayistes ou artistes eux-mêmes, réunis dans une condamnation de ce que Thomas Love Peacock nomme « l'esprit épicier ». Cet esprit épicier se manifeste selon lui par un amour de l'ordre et de l'activité matérielle, et a pour corollaire le rejet des arts. Au-delà de ce rejet, il s'agissait pour eux de définir la place des arts et de la culture dans une économie en cours d'industrialisation.
À rebours des penseurs de l'économie politique, Matthew Arnold avance l'idée que loin d'être du domaine du superflu et du loisir, les arts et la culture constituent un moyen essentiel de parer aux dangers de l'antagonisme entre la population croissante des ouvriers et celle des propriétaires des moyens de production. Dans un cadre historique marqué par le souvenir de la Révolution française et de celle de 1848 ainsi que par l'extension continue du droit de vote au Royaume-Uni, Arnold considère qu'une population plus cultivée, habitée par une meilleure conception de la perfection et de la beauté, risque moins de se laisser aller aux débordements de violence ayant marqué le début du XIXe siècle. On retrouve là à la fois une idée héritée des Lumières et une préfiguration des réflexions ultérieures sur les conditions sous lesquelles l'allocation par le marché peut fonctionner aussi bien que le pensaient les économistes de l'époque.
Alors qu'Arnold interrogeait la possibilité de considérer les relations économiques hors de leur contexte culturel, John Ruskin s'attaquait à un autre pilier de l'économie politique classique : celle de la stabilité des fonctions d'utilité (autrement dit les préférences) des individus. Plutôt qu'une société de l'abondance, Ruskin défendait l'idée d'une société plus autoritaire, où les personnes éduquées pourraient former les autres à choisir et à apprécier les biens de qualité. À l'avant-garde de ces formateurs du goût, Ruskin place l'artiste et le critique d'art, et en conséquence fut un fervent partisan des politiques publiques de soutien aux arts et à la culture. Peu lu par les économistes de son époque, Ruskin eut une influence importante sur l'ensemble du mouvement ouvrier anglo-saxon, en particulier par l'intermédiaire d'Henry Clay, qui reprit, dans le chapitre final de Economics: An Introduction to the General Reader, l'opposition de Ruskin entre un XIXe siècle d'abondance matérielle mais de pauvreté artistique et des périodes (Antiquité, Moyen Âge) de grande pauvreté matérielle mais de grande richesse artistique.
Un troisième critique virulent du traitement des arts par la pensée politique de son époque fut William Morris, à la fois homme d'affaires et artiste, chef de file du mouvement Arts & Crafts. Plus réservé que les deux précédents sur les possibilités de réforme, Morris était également plus radical dans ses conceptions politiques. Il estimait en effet que seule la propriété collective des moyens de production pouvait assurer une riche production artistique. Pas toujours clairement explicitée, Morris poussa plus loin la réflexion sur les effets positifs du socialisme sur les arts que ne le firent Marx et ses successeurs.

## La révolution marginaliste
Comme leurs prédécesseurs, les fondateurs du marginalisme cherchaient à construire des lois générales souffrant le moins possible d'exceptions. De ce fait, les premiers textes de l'école néoclassique ne mentionnent que peu les arts, sauf quand ils fournissent des illustrations frappantes d'une théorie de la valeur où cette dernière est déterminée par la demande. Contrairement à la génération précédente toutefois, ces économistes étaient sensibles à l'existence d'externalités bénéfiques des arts sur l'ensemble de la société. Ainsi, Alfred Marshall voyait dans les arts un moyen de pallier l'inconfort de la vie citadine d'une classe ouvrière issue des campagnes. En outre, les principaux auteurs de la première génération marginaliste étaient eux-mêmes de grands amateurs d'art, et si aucun de leurs ouvrages ne consacre de chapitre à part entière à ce sujet, des réflexions sur ce thème parsèment leurs œuvres, avec plus ou moins de bonheur.

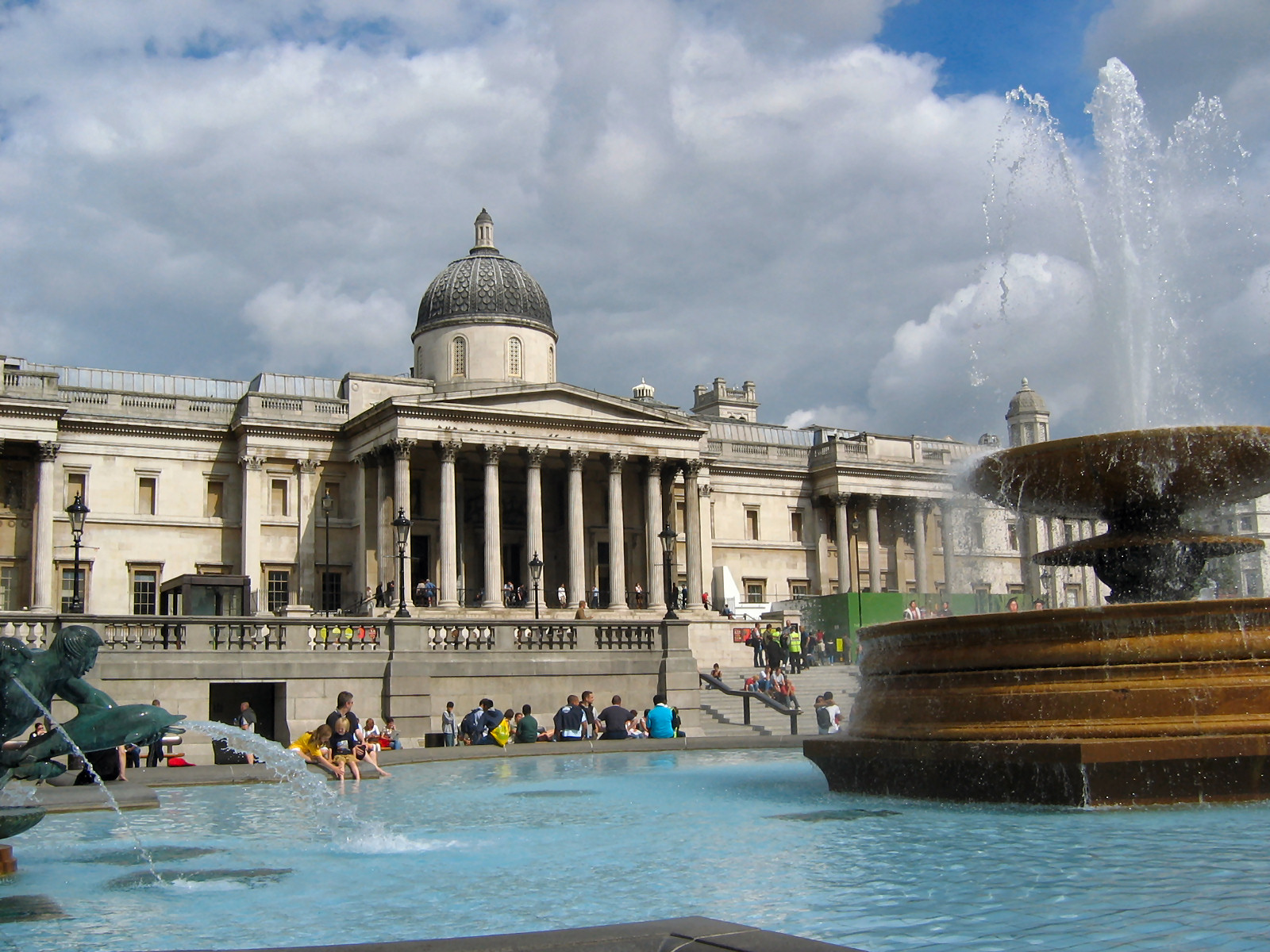
Persuadé de la nature de bien public des grandes œuvres, Lionel Robbins eut une action importante en faveur des grandes institutions culturelles londoniennes, comme la National Gallery.

William Jevons fut sans doute celui qui écrivit le plus sur la place des arts dans le programme néo-classique. Artiste et esthète lui-même, il voyait dans les arts la possibilité d'enrichir la vie de l'ensemble de la population. Toutefois, l'expérience artistique ne peut pas, selon lui, être prévue. De ce fait, les personnes qui n'ont pas reçu une éducation précoce aux arts sous-estiment le plaisir qu'ils vont en retirer, ce qui entraîne une demande de biens artistiques trop faible de leur part. Anticipant de près d'un siècle la théorie de l'addiction rationnelle de Becker et Murphy, Jevons décrivait l'expérience artistique comme une consommation addictive, séparée en cela de celle des biens conventionnels. Bien qu'assez critique concernant le rôle des critiques, Jevons pensait que les biens culturels proposés à la classe ouvrière devaient être choisis avec soin par des membres éclairés de la classe dominante, au rebours de ce qu'il percevait comme une conspiration destinée à ne fournir aux travailleurs que des biens culturels de qualité inférieure ne contribuant pas à leur éducation aux beaux-arts. Dans ce cadre, Jevons fut l'un des premiers économistes à réfléchir au rôle des musées en termes d'éducation populaire. Il condamnait ainsi les musées de son époque, dépourvus de textes explicatifs et encore souvent organisés comme de vastes cabinets de curiosités.
Bien qu'ardents défenseurs de la souveraineté du consommateur, les marginalistes n'en établissaient pas moins une hiérarchie claire des différents biens, et pensaient que l'enrichissement des populations les portaient naturellement vers la consommation de biens culturels, une fois le confort matériel élémentaire assuré.
Parmi les néo-classiques actifs sur le sujet avant que l'économie de la culture ne devienne une subdivision à part entière dans les années 1960, Lionel Robbins occupe une place particulière. Aspirant artiste lui-même, il est resté célèbre pour son action en faveur des grandes institutions culturelles britanniques (Covent Garden, la Tate Gallery et la National Gallery). Persuadé de la nature de bien public d'au moins certaines œuvres majeures, il se fit également l'avocat d'un soutien public au mécénat. Il admettait toutefois que les outils de l'économie néo-classique dont il disposait ne lui permettaient pas de justifier le traitement d'exception qu'il réclamait pour les arts.

## Les arts chez les économistes américains

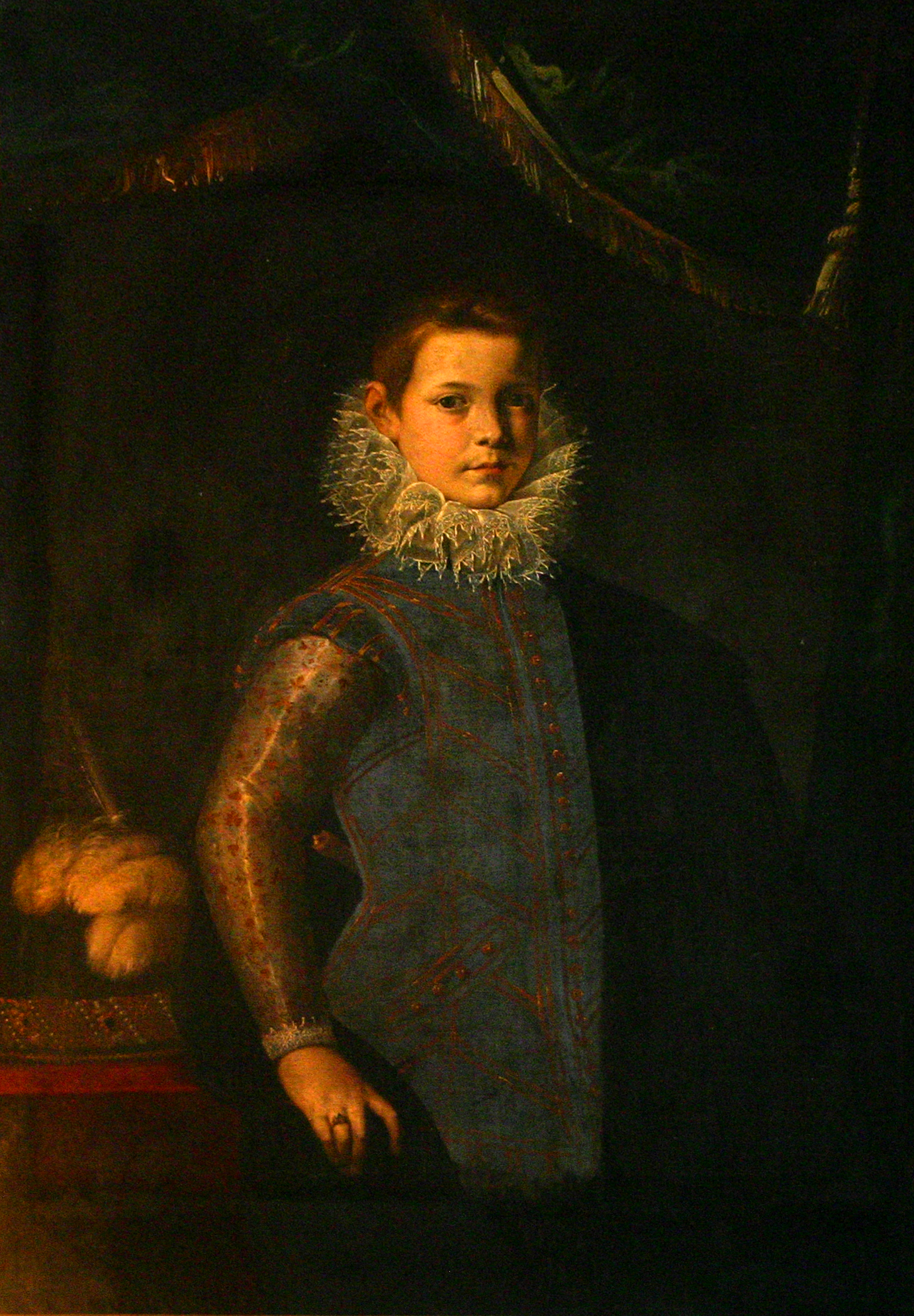
Cosme de Médicis par le Titien. Veblen voyait dans de telles œuvres de commande une illustration de la consommation ostentatoire.

Rejetant l'utilitarisme de Bentham et l'agent rationnel des néo-classique, l'institutionnalisme américain procède d'une conception plus complexe des comportements humains et cherche à mettre ceux-ci en relation avec l'organisation de l'économie. De ce fait, on s'attendrait à trouver chez eux des arguments mettant en valeur le caractère particulier des arts et de l'organisation de la production des biens culturels. Ce sujet, cependant, ne fait pas partie de leur programme de recherche, et leur traitement des arts différa peu de celui des générations précédentes.
Ainsi, le traitement des arts par Veblen dans sa Theory of the Leisure Class renoue avec le ton des pamphlets du XVIIe siècle. Voyant dans les œuvres du passé essentiellement un outil de consommation ostentatoire des puissants de l'époque, il oppose une esthétique où la beauté est l'expression d'un caractère générique ou universel et la poursuite de l'originalité propre à la dynamique de consommation ostentatoire. Il relègue ainsi les arts au même rang que toutes les activités non-productives destinées à montrer la richesse d'un individu via sa capacité à gaspiller des ressources pour des activités sans valeur sociale.
Galbraith, en revanche, fit preuve d'un intérêt soutenu pour les arts. Dès les années 1960, il tenta de lancer un séminaire d'économie des arts à Harvard, mais se heurta au rejet des artistes, qui y voyaient un dévoiement de leur activité, et au manque d'intérêt des économistes. Dans le chapitre "Le Marché et les arts" de son livre La Science économique et l'intérêt général, il explique ce désintérêt par le caractère anachronique des processus créatifs. Provenant de personnes seules ou de petits groupes assez franchement individualistes, la création artistique, jusqu'au design, restait le fait de petites entreprises au comportement particulier, ce qui les mettait à part de la technostructure que les économistes de l'époque cherchaient à théoriser.

## Keynes et le Bloomsbury Group

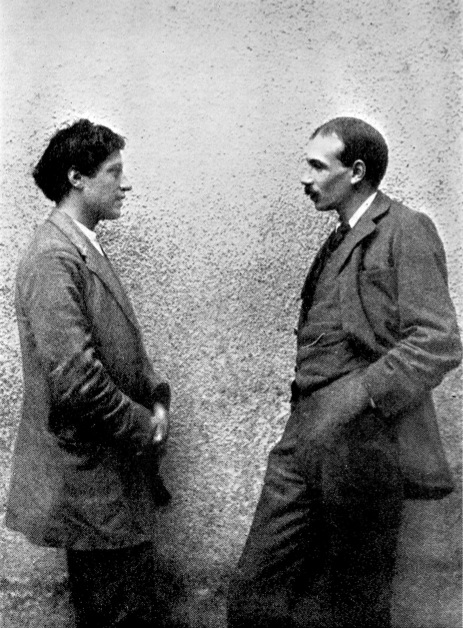
Keynes et Duncan Grant, deux membres du Bloomsbury Group.

Si certains des auteurs avant lui avaient été des amateurs d'art éclairés, aucun économiste de renom ne passa autant de temps au contact d'artistes que Keynes, qui vécut l'essentiel de sa vie au contact du Bloomsbury Group. S'il ne consacra pas lui-même de travaux à l'économie de la culture, il paraît certain que sa présence incita les autres membres du groupe à penser les conditions économiques de la production de biens culturels.
Prenant le contre-pied de la hiérarchie implicite des biens exposée par les travaux marginalistes, les membres du groupe considéraient que les biens culturels n'étaient pas des biens de luxe, mais un des fondamentaux de toute civilisation humaine. Tirant argument de la haute qualité artistique des arts premiers, ils contestaient la relation entre croissance économique et créativité artistique.
Roger Fry et Clive Bell contestèrent en outre l'application de l'utilitarisme à l'expérience artistique. Pour eux, l'expérience esthétique est fondamentalement différente de la satisfaction d'un besoin biologique et, par extension, de la consommation d'un bien matériel ordinaire. Si cette contestation ne conduisit pas à la formulation d'une théorie alternative de la consommation culturelle, elle eut le mérite de remettre en avant une spécificité des biens culturels que les penseurs anglo-saxons avaient négligée depuis la fin du XVIIIe siècle.
Tous les membres du groupe partageaient en outre une fascination pour la manière dont la représentation artistique d'événements mythiques révélait, et selon eux perpétuait, des perceptions et des conditionnements qui contribuaient à forger les décisions politiques et économiques. Ainsi, ils mettaient en relation l'importance donnée au Déluge dans les représentations artistiques et la croyance qu'une catastrophe ou une révolution devait nécessairement précéder tout amélioration fondamentale de la condition humaine. De la Genèse aux « Cinq Géants », ils mirent en évidence de multiples formes de cette influence.
Personnellement impliqués dans les marchés artistiques, les membres du groupe relevèrent que contrairement à l'analyse classique, le prix ne semblait pas être le déterminant essentiel de l'offre de biens culturels, les auteurs se sentant plus poussés par des nécessités intérieures que par les perspectives de gain. Du côté de la demande, Fry suivit une démarche similaire à celle de Keynes pour distinguer dans la demande d'œuvre d'art ce qui relevait des différents motifs mis en évidence auparavant. Comme Keynes également, ils étaient favorables à une intervention publique pour soutenir la demande artistique, mais seulement une fois que toutes les alternatives privées étaient épuisées.
L'intervention de Keynes fut décisive pour eux en matière de politique publique en faveur des arts et de la culture. Les membres du groupe s'impliquèrent ainsi dans des actions concrètes, comme en témoignent les nombreuses conférences de Fry. Surtout ils initièrent des structures coopératives ou associatives (Hogarth Press, The London Artists' Association) destinées à donner un cadre stable aux artistes prêts à se plier à des règles minimales en échange de revenus plus réguliers et d'une garantie de leur liberté de création. Dans le secteur privé, une de leurs réalisations la plus importante fut la Contemporary Art Society, fonctionnant comme une autorité de certification d'artistes contemporains afin d'éduquer le goût du public et de rassurer les acheteurs potentiels sur la qualité de leurs achats. Ce rôle fut repris, et de fait considérablement étendu, avec la fondation après la Seconde guerre mondiale du British Arts Council, dont Keynes fut l'un des premiers directeurs.

## De la marginalité à la reconnaissance
Quelle qu'ait été la qualité des économistes s'intéressant à la culture, celle-ci n'a jamais constitué jusqu'à la seconde moitié du XXe siècle l'élément central d'un programme de recherche. Elle était plutôt envisagée comme un thème marginal, de faible importance au regard des problèmes posés par la crise des années 1930, puis par la remise en route de l'économie mondiale.
La constitution de l'économie de la culture comme sujet propre émerge d'une série de travaux au cours des années 1960. L'ouvrage Performing Arts-The Economic Dilemma de William Baumol et William Bowen, consacré à l'économie des arts vivants, est largement considéré comme le point de départ de l'économie de la culture contemporaine en fixant, par une analyse assez pessimiste de la pérennité des arts vivants, un programme de recherche considérable. L'intérêt porté aux consommations culturelles doit également beaucoup aux travaux de Gary Becker sur les biens addictifs, dont les biens culturels sont un exemple positif, ainsi qu'aux travaux d'Alan Peacock, en son temps directeur du British Arts Council, et à ceux de la théorie des choix publics qui donnaient une base à l'idée d'une défaillance du marché particulière au domaine des biens culturels.
Ces différentes influences initiales ne sont pas sans tension entre elles. Si d'après Baumol et Bowen, les arts vivants n'ont aucun avenir hors de structures lourdement subventionnées (c'est une conséquence de la « Loi de Baumol »), l'école des choix publics met fortement en cause la capacité des institutions chargées d'octroyer les subventions de le faire efficacement et en évitant la capture de rentes. Parallèlement, le travail de Becker fournit un point de départ pour examiner les consommations culturelles comme le résultat de comportements rationnels et maximisateurs, différant peu de ceux qui président à la consommation de tous les autres biens.
La croissance en termes d'activité économique et de part dans l'économie des industries culturelles et le besoin d'évaluation des politiques publiques des arts et de la culture alimente l'intérêt pour ces travaux. Une revue internationale spécialisée, le Journal of Cultural Economics est lancée en 1977. En termes académiques, la reconnaissance est définitivement acquise en 1994 par la publication par David Throsby d'une revue de littérature dans le Journal of Economic Litterature, tandis que ce même journal introduisait les cotes Z1 (économie de la culture) et Z11 (économie des arts) dans sa classification. Deux manuels faisant le point sur l'état de la littérature ont ensuite été élaborés, d'abord par Ruth Towse en 2003, puis par Victor Ginsburgh et David Throsby. Dans l'introduction de cet ouvrage, David Throsby relève que l'économie de la culture fait actuellement largement usage des outils néoclassiques d'analyse de la demande et du bien-être ainsi que des outils d'évaluation macroéconomique des politiques publiques. Les concepts de la théorie des choix publics et de l'économie politique figurent également en bonne place pour étudier la conception des politiques en question, tandis que l'économie institutionnelle est employée pour l'étude de l'influence des structures de production sur les comportements. S'appuyant sur une revue de littérature de Ruth Towse, il note l'influence de l'analyse économique du droit procédant des travaux de Ronald Coase pour l'étude des coûts de transaction et des problèmes de propriété intellectuelle. Il note enfin que dans le domaine de l'économie de la culture, les applications de l'économie industrielle restent sous-représentées.

## Problématiques historiques et économie de la culture contemporaine
Le paysage du champ de l'économie de la culture telle qu'elle se définit au début du XXIe siècle peut se lire dans la table des matières du Handbook of the Economics of Art and Culture. Le problème de la valeur des biens culturels continue ainsi d'être un sujet de réflexion important. Si la théorie néoclassique de la valeur, déterminée par la seule rencontre entre offre et demande, rend compte du prix de certaines œuvres d'art, la mesure de la valeur d'une œuvre pour l'ensemble de la société reste un chantier ouvert. Le rôle des arts, de la culture et plus généralement des normes culturelles, qui a été au cœur de la pensée économique des arts et de la culture jusqu'au milieu du XXe siècle s'est progressivement émancipé jusqu'à devenir un sous-champ propre de l'économie. En revanche, la préoccupation sur les politiques publiques des arts et de la culture demeure un sujet majeur au sein du champ, auquel se sont adjointes des approches contemporaines en termes de commerce international et d'économie géographique.
De même, l'économie du travail des artistes constitue un pivot entre la pensée historique et l'économie de la culture moderne : si les questions centrales d'allocation des ressources posées par le contraste entre les gains considérables de quelques stars et la modestie des rémunérations artistiques moyennes restent les mêmes, les outils d'analyse du marché du travail en termes d'offre, de demande, de capital humain et d'asymétrie d'information sont désormais employés pour y répondre. L'étude des conséquences économiques du cadre législatif, en particulier la propriété intellectuelle et artistique, a pris une importance croissante dans l'économie de la culture, sous l'influence de l'analyse économique du droit, dimension peu présente dans la pensée économique avant Ronald Coase. Enfin, une grande partie du programme de l'économie de la culture contemporaine est de faire la part du particularisme réputé des arts et de la culture en montrant jusqu'à quel point les outils communs de l'économie peuvent être appliqués pour rendre compte du fonctionnement des marchés correspondants, qu'il s'agisse de l'offre et de la demande, des relations contractuelles au sein des différentes industries culturelles ou des enchères.